# صوفی بیا که آینه صافیست جام را
غزلی با مطلع «صوفی بیا که آینه صافیست جام را» هفتمین غزل از دیوان حافظ به تصحیح قاسم غنی و محمد علی فروغی می باشد.